# RM8934
RM8934 є хімічно пекулярною зорею спектрального класу
A4 й має видиму зоряну величину в смузі V приблизно 12,5.